# Vol Intercontinental de Aviación 256
Le 11 janvier 1995, un Douglas DC-9 effectuant le vol Intercontinental de Aviación 256, un vol intérieur régulier au départ de l'aéroport international El Dorado, à Bogota, à destination de l'aéroport international Rafael Núñez, à Carthagène des Indes, s'est écrasé lors de sa phase d'approche vers l'aéroport de Carthagène, tuant 51 des 52 personnes à bord de l'appareil. 

## Avion et équipage
L'appareil impliqué est un Douglas DC-9-14, immatriculé HK-3839X (numéro de série 45742/26), qui a effectué son vol inaugural le 15 février 1966 et était initialement immatriculé N8901E. Cet avion de ligne court/moyen-courrier avait presque 29 ans et comptait 65 084 heures de vol et 69 716 cycles de vol (décollage/atterrissage) au moment de l'accident. 
En octobre 1979, l'appareil, alors en service pour Continental Airlines, a subi plusieurs modifications, notamment une mise à niveau de ses deux moteurs, de type Pratt & Whitney JT8D, et une modification de la cabine, avec une configuration à 83 sièges (huit sièges en première classe et 75 sièges en classe économique). Le 29 avril 1993, il a été transféré à la compagnie aérienne colombienne Intercontinental de Aviación (en), avec un changement de son immatriculation.
Le commandant de bord du vol 256 était Andrés Patacón (39 ans) et le copilote était Luis Ríos (36 ans). Dans la cabine se trouvaient trois hôtesses de l'air : Claudia Duarte, Dalia Mora et Zaida Tarazona.

## Accident
Le vol 256 devait décoller à 12h10, mais a été retardé en raison d'une panne survenue lors du vol précédent. Le vol a finalement décollé à 18h45, avec 47 passagers à bord, tous de nationalité colombienne, puis a atteint le niveau de vol 310, soit 31 000 pieds (9 400 m) à 19h09.
Lors de l'approche sur Carthagène, le centre de contrôle aérien de Barranquilla a autorisé le vol 256 à descendre au niveau de vol 140, soit 14 000 pieds (4 300 m), puis à se signaler, une fois le niveau de vol 200 (6 100 m) atteint, à 19h26. L'avion a atteint le niveau 200 à 19h33. Le dernier contact radio a eu lieu lorsque le vol a été autorisé à descendre à 8 000 pieds (2 400 m).
À 19h38, l'équipage d'un Cessna 208 Caravan, effectuant le vol 209 d'Aerocorales, contacte les contrôleurs, leur rapportant avoir vu les lumières d'un avion descendant rapidement, suivi d'une explosion au sol. 
Le vol 256 a percuté le sol à grande vitesse, dans une lagune près de Maria La Baja, à 56 km de l'aéroport. L'appareil s'est disloqué en trois tronçons lors de l'impact, avant d'exploser à la suite de l'embrasement du kérosène ; 46 des 47 passagers et les cinq membres d'équipage ont péri dans l'accident. 
La seule survivante du crash, une fillette de neuf ans nommée Erika Delgado, s'en est sortie avec un bras cassé, ainsi que quelques bosses et ecchymoses. Elle voyageait avec ses parents et son jeune frère, qui ont été tués dans l'accident. Elle a notamment expliqué qu'il y avait eu des pillages sur le site de l'accident, ce qui a été confirmé plus tard par plusieurs témoins au sol.

## Cause
L'équipage du Cessna ayant signalé une explosion, les premiers soupçons se sont portés sur un attentat terroriste, similaire à celui du vol Avianca 203, survenu six ans auparavant. Cependant, les enquêteurs ont déterminé que l'avion avait explosé en touchant le sol et qu'aucune trace d'explosif n'avait été trouvée parmi les débris.
L'enquête révèle que la cause probable de l'accident est un dysfonctionnement de l'altimètre pendant la descente. En effet, l'altimètre no 1 (celui du commandant de bord) indiquait 16 200 pieds (4 900 m) lors de l'impact. L'altimètre no 2 (celui du copilote) fonctionnait normalement, mais l'éclairage ne fonctionnait pas correctement, et donc l'équipage n'a pas pu comparer les données transmises par les deux instruments. 
Le manque de donnés radar concernant la zone de l'aéroport et la perte de conscience de la situation par l'équipage, en raison des bonnes conditions météorologiques, ainsi que la formation insuffisante des équipages par la compagnie aérienne dans ce genre de situation ont contribué à l'accident. 
De plus, en raison du fait que l'enregistreur phonique (CVR) était hors service le jour de l'accident, il n'a pas été possible de déterminer si l'alarme de l'avertisseur de proximité du sol (GPWS) fonctionnait correctement, ou si l'équipage était en mesure d'y répondre à temps.